# Juli Issajewitsch Aichenwald

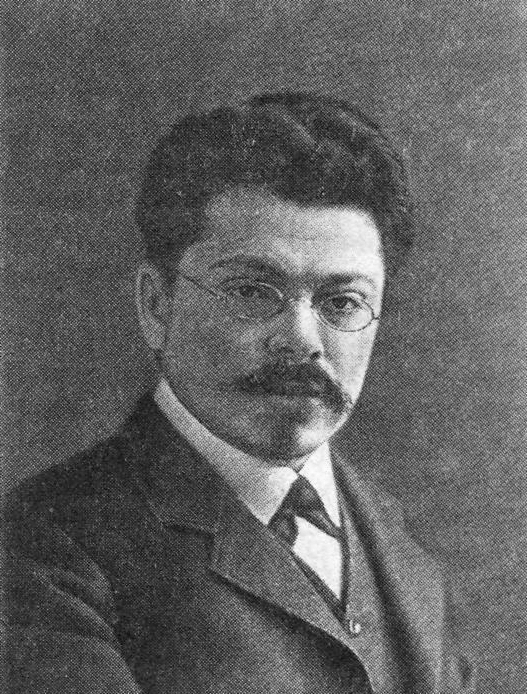
Juli Issajewitsch Aichenwald

Juli Issajewitsch Aichenwald (russisch Юлий Исаевич Айхенвальд; * 12. Januar 1872 in Balta; † 17. Dezember 1928 in Berlin) war ein russischer Literaturkritiker. 

## Leben
Aichenwald stammte aus einer Rabbiner-Familie. Er studierte an der Universität Noworossijsk und lehrte als Professor in Moskau, wo er in mehreren kulturellen und wissenschaftlichen Komitees mitwirkte.
Im Oktober 1922 wurde Aichenwald zusammen mit 225 Intellektuellen aus Russland zwangsexiliert. Er emigrierte er in das Deutsche Reich. Aichenwald war Professor für russische Literaturgeschichte am Russischen Wissenschaftlichen Institut in Berlin und Mitglied des Berliner Verbandes der russischen Schriftsteller und Journalisten. Er war vor allem bekannt als Autor literarischer Porträts russischer und westeuropäischer Schriftsteller. Bis zu seinem Unfalltod 1928 leitete er die literaturkritische Abteilung der Zeitung „Rul“.
Die Linguistin Natalija Schwedowa war eine Tochter Aichenwalds, während die Linguistin Alexandra Y. Aikhenvald eine Verwandte ist.